# 1111.
◄ | 11. stoljeće | 12. stoljeće | 13. stoljeće | ►
◄ | 1080-ih | 1090-ih | 1100-ih | 1110-ih | 1120-ih | 1130-ih | 1140-ih | ►
◄◄ | ◄ | 1108. | 1109. | 1110. | 1111. | 1112. | 1113. | 1114. | ► | ►►
Arhitektura • Astronomija • Knjige • Književnost • Kršćanstvo • Medicina • Pravo • Promet • Znanost

## Događaji
- Prvi spomen crkve sv. Jurja u Straževniku na Braču

## Smrti
- 27. rujna – Vekenega, opatica samostana benediktinki sv. Marije u Zadru

## Vanjske poveznice
|  | Zajednički poslužitelj ima još gradiva o temi 1111. |